# Al Reinert
Pour les articles homonymes, voir Reinert.
Al Reinert, né le 18 octobre 1947 et mort le 31 décembre 2018 à Wimberley au Texas, est un réalisateur, scénariste et producteur américain. Il a co-écrit le scénario du film de Ron Howard Apollo 13, mais est surtout connu pour avoir réalisé et produit For All Mankind, un documentaire multi-primé sur le programme Apollo de la NASA.

## Filmographie partielle

### Comme réalisateur
- 1989 : For All Mankind

### Comme scénariste
- 2001 : Final Fantasy : Les Créatures de l'esprit de Hironobu Sakaguchi
- 1995 : Apollo 13 de Ron Howard
- 1998 : De la Terre à la Lune (mini-série)
  - épisode Mare Tranquilitatis
  - épisode 1968

## Prix et récompenses
- Sundance Film Festival 1989
  - Prix du public pour For All Mankind
  - Grand prix du jury pour For All Mankind

### Nominations
- Oscar du meilleur documentaire en 1990 pour For All Mankind
- Oscar du meilleur scénario adapté en 1996 pour Apollo 13